# Johnny Depp

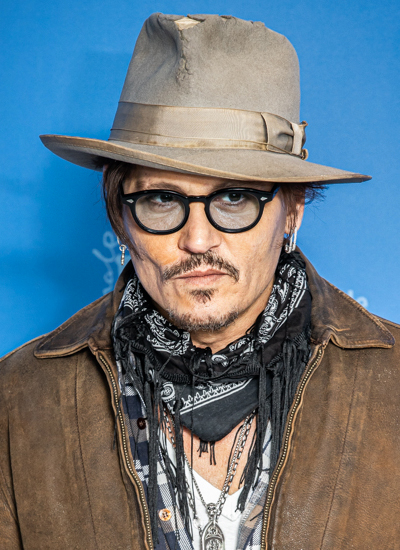
Johnny Depp (2020)

John „Johnny“ Christopher Depp II (* 9. Juni 1963 in Owensboro, Kentucky) ist ein US-amerikanischer Schauspieler und Musiker. Er zählt seit 2008 zu den bestbezahlten Schauspielern in Hollywood. International bekannt wurde er Ende der 1980er Jahre durch die Fernsehserie 21 Jump Street. Mit der Darstellung des exzentrischen Captain Jack Sparrow in der Piratenreihe Pirates of the Caribbean vergrößerte sich seine Popularität. Depp, der in seinen Filmen vor allem ungewöhnliche und extravagante Figuren wie auch real existierende Personen der Vergangenheit und Gegenwart verkörpert, wurde 2008 für seine Rolle in Sweeney Todd – Der teuflische Barbier aus der Fleet Street als bester Hauptdarsteller in einer Komödie oder einem Musical mit einem Golden Globe ausgezeichnet. Darüber hinaus wurde er bislang dreimal für den Oscar, weitere neunmal für einen Golden Globe, viermal für den Screen Actors Guild Award und fünfmal für den Saturn Award nominiert.

## Leben und Karriere

### Herkunft und Familie
Johnny Depp wurde am 9. Juni 1963 als jüngstes von vier Kindern der Kellnerin Elizabeth „Betty“ Sue Palmer, geb. Wells († 2016), und des Ingenieurs John Christopher Depp I. in Owensboro im US-Bundesstaat Kentucky geboren. Depp wuchs mit zwei älteren Schwestern, Deborah (* 1956) und Elisa Christine (* 1960), sowie einem älteren Bruder, Daniel (* 1953), auf. Zwei der Geschwister stammen aus einer früheren Ehe seiner Mutter. Im Jahr 1970 zog seine Familie von Kentucky nach Miramar, einem Vorort von Miami.
Familiäre und persönliche Schwierigkeiten Depps äußerten sich in selbstverletzendem Verhalten, Alkohol- und Drogenkonsum. Er verübte Einbrüche, beging Vandalismus und Ladendiebstahl und prügelte sich mit anderen Jungen. Depps Eltern ließen sich scheiden, als er 15 Jahre alt war. Nach der Scheidung lebten er und seine Geschwister Christine und Daniel bei der Mutter; seine Schwester Deborah zog zum Vater.
Depp ist englisch-irischer sowie deutscher und hugenottischer Abstammung.

### Anfänge als Musiker
Bereits in seiner frühen Jugend hatten die Schallplatten seines Bruders und der Gospelchor seines Onkels, eines Predigers, Depps Interesse an Musik geweckt. Laut Depp leistete sein Onkel auch einen „wesentlichen Beitrag“ dazu, dass er Schauspieler werden wollte. Nachdem Depp im Alter von zwölf Jahren seine erste Gitarre erhalten und auf ihr zu spielen gelernt hatte, gründete er mit 13 Jahren eine Band namens Flame. Im Jahr 1979 brach er den Besuch der High School ab und wollte Rockmusiker werden.
Depps Band Flame änderte ihren Namen in The Kids. Als Coverversionen spielende Vorband (u. a. für Iggy Pop, The B-52s und Talking Heads) brachte sie es in Florida zu lokaler Berühmtheit. Um sein Salaire aufzubessern, nahm Depp daneben diverse Jobs an (u. a. auf dem Bau, an einer Tankstelle und im Telefonmarketing).
Der Beginn seiner Schauspielkarriere führte zum Ende von The Kids. Zudem spielte Depp inzwischen in einer neuen Band, den Rock City Angels.

### Beginn der Schauspielkarriere in den 1980er Jahren
Im Jahr 1984 verhalf Nicolas Cage Depp zu einem Vorsprechen für den Film A Nightmare on Elm Street. Depp erhielt die Rolle des Freundes der von Heather Langenkamp gespielten Hauptfigur. Es folgten weitere Nebenrollen in eher unbedeutenden Filmen, darunter Private Resort und Slow Burn.
1986 spielte Depp in einer Nebenrolle einen Übersetzer in dem Vietnam-Kriegsfilm Platoon von Oliver Stone. Alle Darsteller mussten vorab ein 13-tägiges Trainingslager am Drehort auf den Philippinen absolvieren und wurden wie Soldaten trainiert. Depp war später frustriert, dass viele seiner wenigen Szenen in der Endfassung des Films nicht verwertet wurden. Trotzdem sei Platoon der erste Film gewesen, in dem er sich wirklich als Schauspieler gefühlt habe. In der Rolle des Private Lerner sei ihm bewusst geworden, welche Möglichkeiten der Film im Vergleich zum Fernsehen biete.
Dennoch betrachtete er die Schauspielerei zu Beginn nur als eine Möglichkeit, sein Musikerdasein zu finanzieren. Erst ab 1986 habe er begonnen die Schauspielerei richtig zu lernen. Im Laufe der Jahre sei daraus eine Leidenschaft geworden:

“And it wasn’t to around 1986 that I decided I should … that somehow it had become my career. And I should – learn. But … Can it be a need? It is at this point a need. But it could change, you know. I need to do it, um, I don’t know why but I feel the need to do it. I feel the need to create right now.”

„Es war erst um 1986 herum, als ich mich dazu entschloss, dass ich … dass es irgendwie meine Karriere geworden war. Und dass ich – lernen sollte. Aber … Ob es eine Notwendigkeit ist? Zurzeit ist es eine Notwendigkeit. Aber es könnte sich ändern, wissen Sie. Ich muss es machen, ähm, ich weiß nicht warum, aber ich spüre die Notwendigkeit, das zu machen. Ich spüre, dass es notwendig ist, momentan etwas zu erschaffen.“

Depp besuchte mehrere Schauspielschulen, so das The Loft Studio in Los Angeles. Er wurde u. a. von Peggy Feury und Sandra Seacat unterrichtet. Auch aus Schauspielbüchern, z. B. To the Actor von Michael Chekhov und On Method Acting von Edward Dwight Easty, und von bekannten Kollegen übernahm er darstellerische Methoden, etwa von Konstantin Sergejewitsch Stanislawski, Lee Strasberg und Eric Morris.

### Durchbruch mit21 Jump Street
Von 1987 bis 1990 spielte Depp in der US-Fernsehserie 21 Jump Street einen unangepassten jugendlichen Undercover-Polizisten. Aufgrund des internationalen Erfolgs der Serie wurde er auch außerhalb der USA zum Teenie-Idol. In späteren Interviews kritisierte er, als solches vermarktet und zu einer Ware degradiert worden zu sein. Zugleich betonte er, trotz der durch diese Serie erlangten Kenntnisse und Erfahrungen nie wieder etwas Vergleichbares erleben zu wollen. Wegen des großen kommerziellen Erfolgs der Serie wollte ihn der produzierende Fernsehsender, Fox, nicht vorzeitig aus seinem Vertrag entlassen.

### 1990er Jahre: Erste große Erfolge

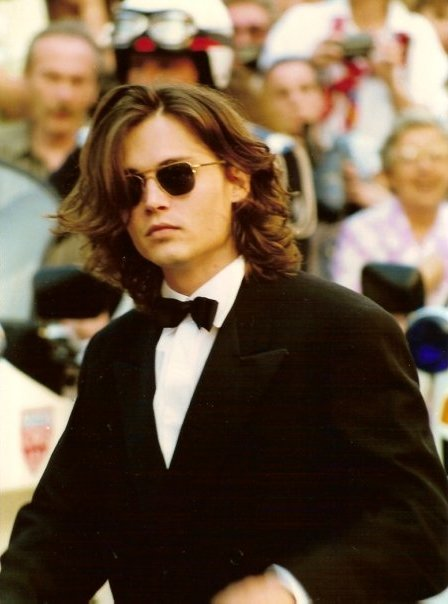
1992 bei den Filmfestspielen von Cannes

Um sein Image zu verändern, suchte sich Depp von da an Kinorollen vor allem nach künstlerischen Gesichtspunkten und nicht aus kommerziellen Erwägungen aus. Später erklärte er, dass er seine Figuren stets aus drei Anteilen zusammensetze: ein Drittel Lee Strasbergs Method Acting, ein Drittel Wesenszüge von real existierenden Personen aus seinem Bekanntenkreis und ein Drittel eigens ergänzte Marotten.
Im Jahr 1990 spielte Depp unter der Regie von John Waters seine erste Hauptrolle in einem Kinofilm, der Musicalparodie Cry-Baby. Mit der Hauptrolle in der Fantasy-Tragikomödie Edward mit den Scherenhänden erzielte er im selben Jahr seinen ersten großen Leinwanderfolg. Erstmals arbeitete er mit dem von ihm geschätzten Regisseur Tim Burton zusammen. Es gelang ihm, seine Wandlungsfähigkeit unter Beweis zu stellen, und er wurde für den Golden Globe Award für den besten Hauptdarsteller jenes Jahres nominiert. Im folgenden Jahr wirkte er als rebellischer Rockstar in dem Musikvideo zu Into the Great Wide Open von Tom Petty & the Heartbreakers mit.
1993 übernahm Depp an der Seite von Mary Stuart Masterson die Hauptrolle des stillen, phantasiebegabten Sonderlings Sam in der melancholischen Liebeskomödie Benny und Joon, für die er erneut eine Nominierung für einen Golden Globe sowie den MTV Movie Award erhielt.
Es folgten Hauptrollen in Arizona Dream unter der Regie von Emir Kusturica und in Lasse Hallströms Familiendrama Gilbert Grape – Irgendwo in Iowa, in dem er mit Leonardo DiCaprio und Juliette Lewis spielte. Das Aussehen und Charakterzüge, die Depp der Figur des Gilbert Grape verlieh, waren von einem Jugendfreund inspiriert, bekannte Depp.
Im selben Jahr wurde in Los Angeles der Nachtclub Viper Room eröffnet, an dem Depp bis 2004 finanziell beteiligt war. Im November 1993 geriet der Club in die Schlagzeilen, als der Schauspieler River Phoenix davor nach der Einnahme eines sogenannten Speedballs gestorben war. Depp zeigte sich bestürzt, bestritt jedoch, dass in seinem Club regelmäßig Drogen konsumiert würden. Nach dem Unglück ließ er das Etablissement vorübergehend schließen.
1994 spielte Depp neben Martin Landau als abgehalftertem Dracula-Star Bela Lugosi die Titelrolle des B-Movie-Regisseurs Ed Wood in dem gleichnamigen Film von Tim Burton. 1995 folgten Dead Man, ein in Schwarzweiß gedrehter Western von Jim Jarmusch, der mit kafkaesken Motiven spielt, und der Liebesfilm Don Juan DeMarco, in dem er in der Titelrolle eines vermeintlich psychisch Kranken den „größten Liebhaber der Welt“ mimte. Im selben Jahr war Depp als Gitarrist in That Woman’s Got Me Drinking zu hören, einem Song seines Freundes Shane MacGowan. Im zugehörigen Musikvideo übernahm er die Hauptrolle.
1995 veröffentlichte Depp mit seiner Band P das selbstbetitelte Debütalbum, das eine Coverversion des ABBA-Klassikers Dancing Queen enthielt. Als Gastmusiker wirkten Red Hot Chili Peppers-Bassist Flea und Butthole Surfers-Sänger Gibby Haynes mit. Zwar blieb der kommerzielle Erfolg aus, doch entwickelte sich der Tonträger zu einem Sammlerstück auf entsprechenden Börsen. 1997 spielte Depp Slide-Gitarre in Fade In-Out, einem Song auf dem Oasis-Album Be Here Now.
Im Anschluss an den Mafia-Film Donnie Brasco (1997), in dem er an der Seite von Al Pacino als FBI-Agent zu sehen war, fungierte er bei der Produktion von The Brave erstmals als Regisseur und übernahm zugleich die Hauptrolle eines in Armut lebenden indianischen Familienvaters. Der Film war 1997 bei den Filmfestspielen von Cannes für die Goldene Palme nominiert.
In Fear and Loathing in Las Vegas (1998), der Verfilmung von Hunter S. Thompsons gleichnamigem Roman, verkörperte Depp die Hauptfigur, den Sportreporter Raoul Duke. Zur Vorbereitung auf den Film wohnte er im Frühling 1997 mehrere Wochen bei Thompson, den er seit 1994 kannte und mit dem er bis zu dessen Suizid im Jahr 2005 befreundet war.
Im Jahr 1999 nahm Depp die Hauptrolle, ein Antiquar, in Roman Polańskis Mystery-Thriller Die neun Pforten an. In dem Horrormärchen Sleepy Hollow arbeitete er im selben Jahr erneut mit Tim Burton zusammen. Entgegen seiner Vermutung, ein großes Studio werde seine Interpretation der Figur des Detektivs – „eine Mischung aus Miss Marple, Sherlock Holmes und einem pubertierenden Mädchen“ – nicht akzeptieren, wurde der Film vom Publikum positiv aufgenommen. In der Kategorie Bester Hauptdarsteller war Depp für den Saturn Award nominiert. Im November 1999 wurde er mit einem Stern auf dem Hollywood Walk of Fame geehrt.

### Kommerzieller Erfolg in den 2000er Jahren

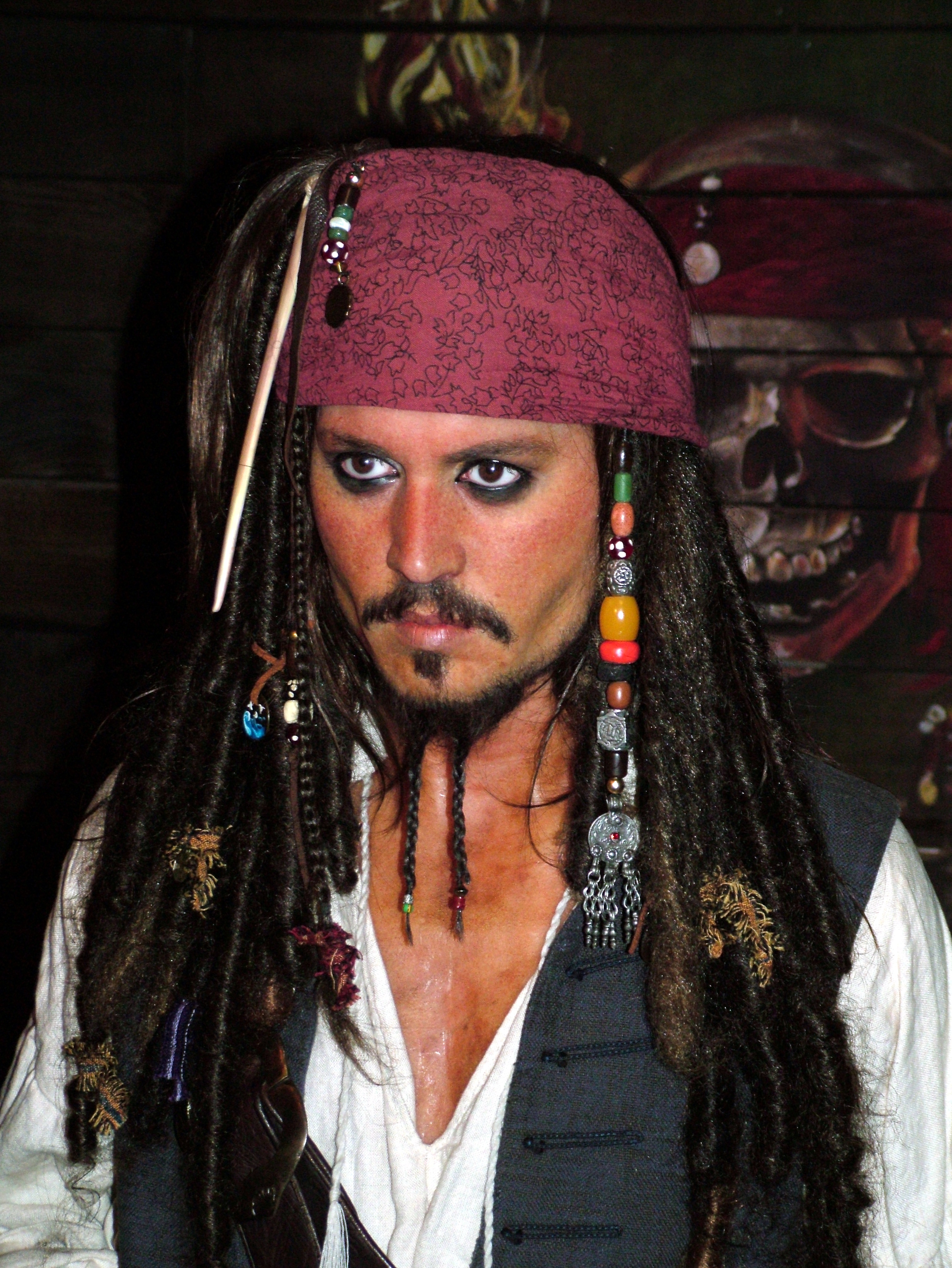
Johnny Depp als Jack Sparrow (Wachsfigur bei Madame Tussauds)

2001 übernahm Depp die Rolle des Kokaindealers George Jung in der Filmbiografie Blow. Für die Jack-the-Ripper-Verfilmung From Hell (2001), in der er an der Seite von Heather Graham, Robbie Coltrane und Ian Holm auftrat, erhielt er eine weitere Nominierung für den Saturn Award für den besten Hauptdarsteller.
Der Auftakt der Piraten-Reihe Pirates of the Caribbean in Fluch der Karibik erzielte 2003 weltweit ein Einspielergebnis von mehr als 654 Millionen US-Dollar. Bei der Darstellung des Captain Jack Sparrow orientierte sich Depp an dem Gitarristen Keith Richards und ahmte dessen leicht schwankenden Gang und lallende Stimme nach. Für diese schauspielerische Leistung wurde er unter anderem als bester Hauptdarsteller für einen Oscar nominiert und mit dem Screen Actors Guild Award ausgezeichnet. 2004 erhielt er eine weitere Oscar-Nominierung für seine Darstellung des Peter-Pan-Autors J. M. Barrie in dem Melodram Wenn Träume fliegen lernen. In dem Thriller Das geheime Fenster (2004) nach einer Novelle von Stephen King verkörperte Depp den an einer multiplen Identitätsstörung leidenden Schriftsteller Mort Rainey. Vergleiche mit der Wirkung und schauspielerischen Bandbreite Marlon Brandos wurden nach The Libertine gezogen, in dem Depp den skandalumwitterten britischen Dichter John Wilmot porträtierte.
2005 spielte Depp unter der Regie von Tim Burton den Fabrikinhaber Willy Wonka in einer Verfilmung von Charlie und die Schokoladenfabrik; dafür wurde er für den Golden Globe für den besten Hauptdarsteller einer Komödie oder eines Musicals nominiert. Die Zusammenarbeit mit Burton setzte sich im selben Jahr mit dem Animationsfilm Corpse Bride – Hochzeit mit einer Leiche fort, in dem er der Hauptfigur Victor van Dort seine Stimme lieh.
2006 schloss sich mit Pirates of the Caribbean – Fluch der Karibik 2 der Film mit dem höchsten Einspielergebnis von Depps bisheriger Karriere an. Mit einem Umsatz von mehr als einer Milliarde US-Dollar liegt die Produktion auf Rang 37 der weltweit erfolgreichsten Filme aller Zeiten. Der dritte Teil der Piraten-Reihe, Pirates of the Caribbean – Am Ende der Welt, lief im Mai 2007 in Deutschland an und setzte nochmals rund 941 Millionen US-Dollar um.
Ab Dezember 2007 war Depp als Hauptdarsteller in Burtons Verfilmung des Musicals Sweeney Todd – Der teuflische Barbier aus der Fleet Street zu sehen, für den er 2008 als bester Hauptdarsteller für einen Oscar nominiert wurde. In der Literaturverfilmung Public Enemies verkörperte Depp 2009 den Bankräuber John Dillinger, der vom FBI als Staatsfeind Nr. 1 bezeichnet und als solcher verfolgt und getötet worden war.
Unter dem Titel Buy the Ticket, take the Ride erschien 2007 ein Dokumentarfilm über Hunter S. Thompson, in dem Depp neben seinen Kollegen Sean Penn, Benicio Del Toro und Gary Busey zu sehen war.

### Kommerziell erfolgreichster Schauspieler Hollywoods (2010er-Jahre)

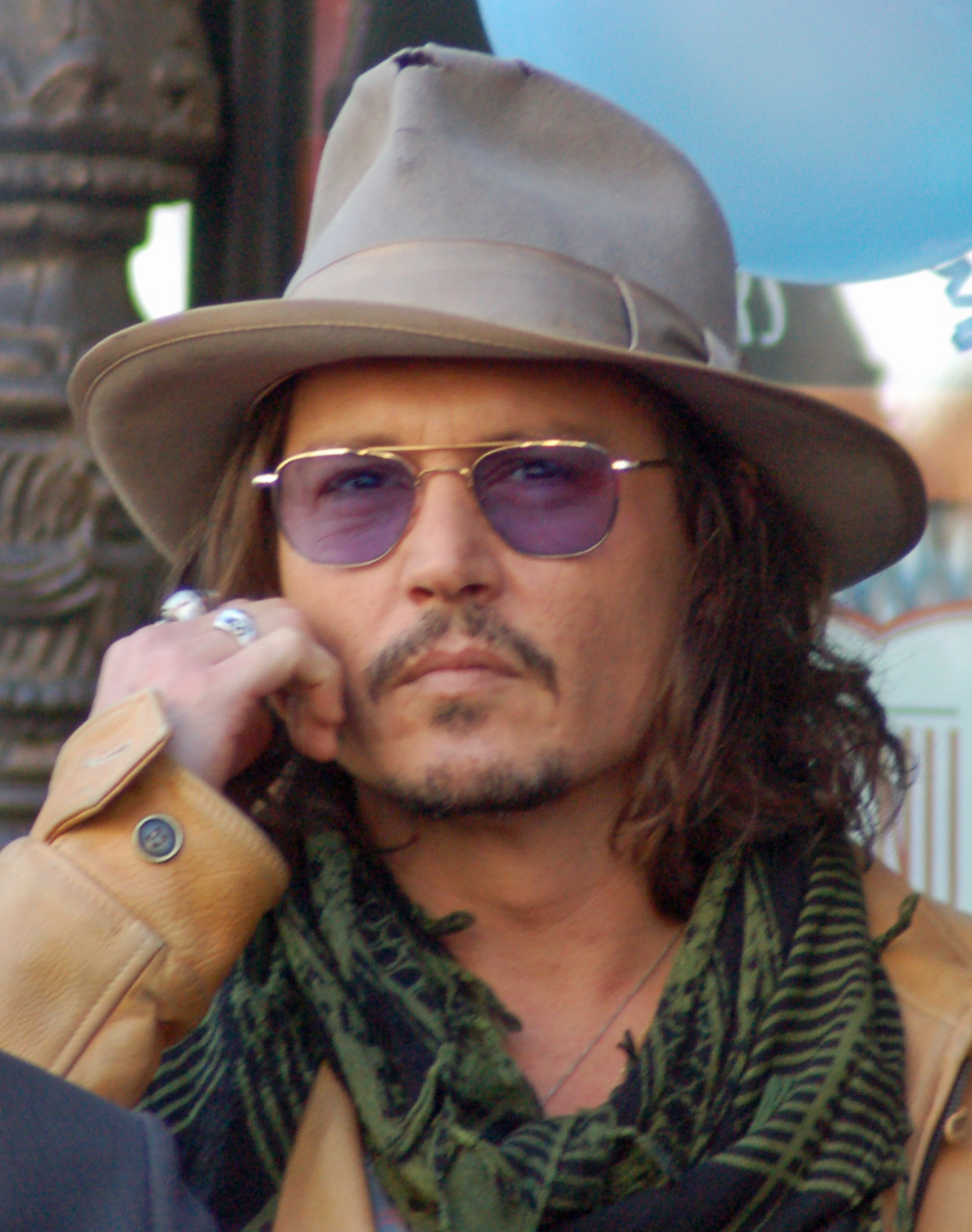
Johnny Depp, 2011

Die gleichnamige 3D-Verfilmung des Kinderbuchklassikers Alice im Wunderland, in der Depp die Rolle des verrückten Hutmachers spielt, bildete eine weitere Zusammenarbeit mit Tim Burton. Kinostart war am 4. März 2010. Seit dem 7. Januar 2010 war Depp in Das Kabinett des Dr. Parnassus zu sehen. Neben Jude Law und Colin Farrell übernahm er die Hauptrolle, nachdem Heath Ledger während der Dreharbeiten gestorben war. Im Februar 2010 begannen die Dreharbeiten zu Florian Henckel von Donnersmarcks Film The Tourist, in dem Depp an der Seite von Angelina Jolie spielt.
Im August 2010 führte Depp nach Angaben der Zeitschrift Forbes Magazine die Liste der bestbezahlten Schauspieler in Hollywood an. Zwischen Juni 2009 und Juni 2010 erhielt er Gagen von insgesamt 75 Millionen US-Dollar und lag damit vor Ben Stiller (53 Millionen Dollar) und Tom Hanks (45 Millionen Dollar). Im Dezember 2010 belegte er nach einer neuerlichen Forbes-Erhebung durch den Kinokassenerfolg seiner Filme Alice im Wunderland und The Tourist (1,03 Milliarden Dollar) gemeinsam mit Mia Wasikowska (Alice im Wunderland und The Kids Are All Right) Platz zwei der finanziell erfolgreichsten Schauspieler Hollywoods hinter Leonardo DiCaprio (Shutter Island und Inception, 1,1 Milliarden Dollar).
Im Jahr 2011 war Depp in der Verfilmung von Hunter S. Thompsons Roman The Rum Diary erneut zu sehen. Außerdem war er neben Nick Nolte auch als ausführender Produzent des Films tätig. Im Juli 2013 teilte er mit, seine aktuelle Regiearbeit, eine Dokumentation über Keith Richards, fertiggestellt zu haben. Er hatte vier Jahre in die Produktion investiert. Seit The Brave 1997 bei der US-amerikanischen Kritik durchgefallen war, hatte Depp nicht mehr Regie geführt.

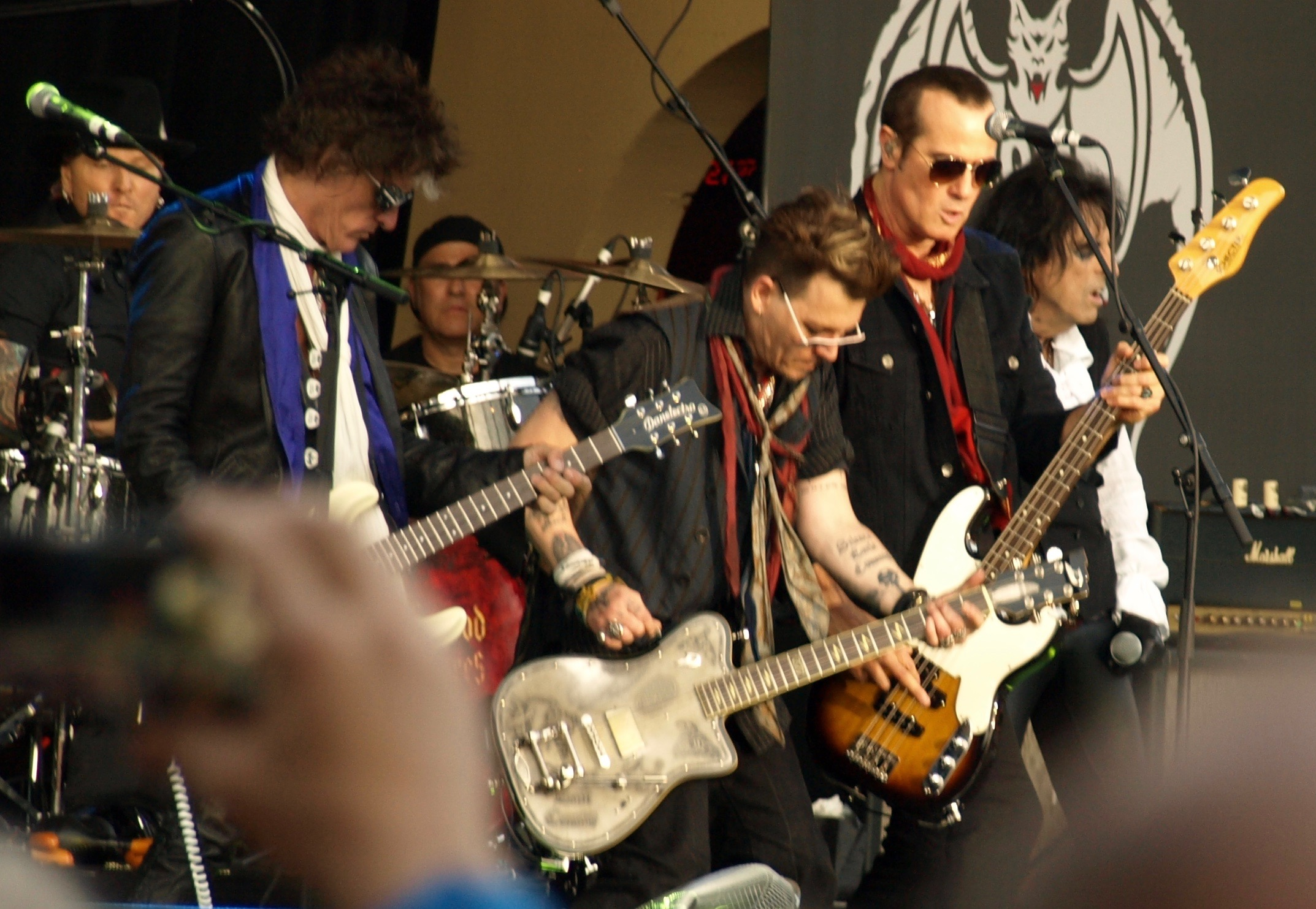
Johnny Depp (Mitte) bei einem Konzert der Hollywood Vampires in Stockholm (2016)

Depp nahm 2015 gemeinsam mit Alice Cooper und weiteren Musikern (u. a. Paul McCartney, Joe Perry und Slash) unter dem Namen Hollywood Vampires das Musikalbum Hollywood Vampires auf. 2016 und 2018 ging er mit Cooper und Perry auf Welttournee und diente dabei als Rhythmusgitarrist, Leadgitarrist und Sänger.

### 2020er Jahre
Im Jahr 2021 trat Depp in einer Werbekampagne des französischen Parfümherstellers Christian Dior in Erscheinung.
Depp hatte 2016 den Gitarristen Jeff Beck kennengelernt, mit dem er seither eng befreundet war. Seit 2019 machten sie gemeinsam Musik, und 2022 wurde ihr gemeinsames Studioalbum 18 veröffentlicht.

## Trivia

### Ehen und Liebesbeziehungen
Am 20. Dezember 1983 heiratete Depp die Visagistin Lori Anne Allison, die er über einen Musikerkollegen kennenlernte. Die Ehe wurde nach zwei Jahren geschieden. Von 1985 bis 1988 war er dreieinhalb Jahre mit der Schauspielerin Sherilyn Fenn liiert, die er bei Dreharbeiten des Studenten-Kurzfilms Dummies (1985) kennenlernte. Eine Liaison mit seiner Leinwandpartnerin Winona Ryder hielt von 1989 bis 1993. Das Fotomodell Kate Moss war von 1994 bis 1998 seine Lebenspartnerin. Von 1998 bis 2012 lebte er mit der französischen Schauspielerin und Sängerin Vanessa Paradis. Sie bekamen zwei Kinder, Lily-Rose Melody Depp (* 1999) und Jack Depp (* 2002). Die Familie wohnte zunächst in Frankreich, später in Los Angeles. Ab 2012 unterhielt Depp eine Liebesbeziehung zu Amber Heard, seiner Leinwandpartnerin in The Rum Diary, die er am 3. Februar 2015 heiratete. Im Januar 2017 wurde die Ehe geschieden.

#### Gerichtsverfahren
Am 23. Mai 2016 reichte Depps Ehefrau, Amber Heard, wegen „unüberbrückbarer Differenzen“ die Scheidung ein. Zudem beschuldigte sie Depp der häuslichen Gewalt und erwirkte eine einstweilige Verfügung gegen ihn. Depp bestritt den Vorwurf. Im Januar 2017 wurde die Scheidung rechtskräftig, und es kam zu einer Einigung über eine Abfindung Heards in Höhe von 7 Millionen US-Dollar.
Im Jahr 2018 verklagte Depp die britische Boulevardzeitung The Sun vor dem High Court of Justice in London wegen Verleumdung, nachdem sie ihn in einem Artikel, der erstmals am 27. April 2018 auf ihrer Webseite erschien, als „wife beater“ (dt.: Ehefrauenschläger) bezeichnet hatte. Am 2. November 2020 befand Richter Nicol, dass nach Abwägen der Wahrscheinlichkeiten und Anwendung von zivilrechtlichen Maßstäben zwölf der vierzehn angeblichen Übergriffe glaubwürdig seien. Zusammen mit den übergeordneten Erwägungen reichte dies für den Richter aus, um die Klage abzuweisen. Auch Depps Berufungsklage wurde abgewiesen. Danach legte ihm die Filmproduktionsfirma Warner Bros. nahe, von seiner Rolle als Zauberer Gellert Grindelwald in der Filmreihe Phantastische Tierwesen zurückzutreten. Depp erklärte sich im November 2020 dazu bereit.
Nachdem Amber Heard im Dezember 2018 in der Washington Post geäußert hatte, sie sei Opfer häuslicher Gewalt gewesen, verklagte Depp sie in einem Zivilprozess wegen Verleumdung und verlangte 50 Millionen US-Dollar Schadensersatz von ihr. Ihre Aussagen hätten seinem Ruf und seiner Karriere geschadet. Heard erhob Widerklage, ebenfalls wegen Verleumdung, und verlangte von Depp Schadensersatz in Höhe von 100 Millionen Dollar. Der Prozess begann im April 2022 und wurde per Livestream auf YouTube übertragen. Darin legte Depp eine Tonaufnahme einer Therapiesitzung vor, aus der sich laut seinen Anwälten schließen ließ, dass Heard ihrem damaligen Ehemann gegenüber handgreiflich geworden war und nicht andersherum. Er sagte zudem unter Eid aus, keine körperliche Gewalt angewendet zu haben. Am 1. Juni 2022 fällten die Geschworenen das Urteil: Sie sahen Depps Vorwurf der Verleumdung als erwiesen an und verurteilten Heard zur Zahlung von 10,35 Millionen Dollar an Depp. Zugleich verurteilten sie Depp zu einer Zahlung von 2 Millionen Dollar an Heard, da sein früherer Anwalt verleumderische Aussagen über Heard in Bezug auf angeblich gefälschte Beweise gemacht habe. Im August 2023 veröffentlicht Netflix eine Dokumentation über den Rechtsstreit.

### Diverses
Depp ist seit seiner Geburt auf dem linken Auge nahezu blind; auf dem rechten Auge ist er kurzsichtig und seit einigen Jahren zudem weitsichtig. Depp leidet zudem unter Coulrophobie, der Angst vor Clowns.
Depp ist Besitzer eines Weinguts in Le Plan-de-la-Tour, wo er mit seiner langjährigen Lebensgefährtin Vanessa Paradis lebte, und Eigentümer von Little Halls Pond Cay, einer kleinen Insel der Bahamas.
Depps ältere Schwester, Christi Dembrowski, leitet seine Produktionsfirma Infinitum Nihil.
In einem ihrer letzten Interviews hatte die Leinwandlegende Elisabeth Taylor verraten, dass sie von den schauspielerischen Fähigkeiten des Mimen überaus angetan sei.
Der Künstler bezeichnet sich als Veganer.

### Rezeption
Die Schweizer Independent-Komödie Who Killed Johnny (Regie: Yangzom Brauen) mit Melanie Winiger, Max Loong und Carlos Leal nimmt Bezug auf die vermeintliche Ermordung von Johnny Depp.
2003 und 2009 wurde Johnny Depp vom People Magazine zum Sexiest Man Alive gekürt.
Der Titel des Ballermann-Hits Johnny Däpp (2016) ist eine Verballhornung von Depps Namen.

## Filmografie

### Als Schauspieler
- 1984: Nightmare – Mörderische Träume (A Nightmare on Elm Street)
- 1985: Die Lady mit dem Colt (Lady Blue, Fernsehserie, Folge 1x04 Skalpell des Todes)
- 1985: Die Superaufreißer (Private Resort)
- 1986: Platoon
- 1987: Hotel (Fernsehserie, Folge 4x15 Unfinished Business)
- 1987–1990: 21 Jump Street – Tatort Klassenzimmer (21 Jump Street, Fernsehserie, 82 Folgen)
- 1990: Cry-Baby
- 1990: Edward mit den Scherenhänden (Edward Scissorhands)
- 1991: Freddy’s Finale – Nightmare on Elm Street 6 (Freddy’s Dead: The Final Nightmare)
- 1993: Arizona Dream
- 1993: Benny & Joon
- 1993: Gilbert Grape – Irgendwo in Iowa (What’s Eating Gilbert Grape)
- 1994: Ed Wood
- 1995: Don Juan DeMarco
- 1995: Dead Man
- 1995: Gegen die Zeit (Nick of Time)
- 1997: Cannes Man
- 1997: Donnie Brasco
- 1997: The Brave
- 1998: Fear and Loathing in Las Vegas
- 1998: L.A. Without a Map
- 1999: Die neun Pforten (The Ninth Gate)
- 1999: The Astronaut’s Wife – Das Böse hat ein neues Gesicht (The Astronaut’s Wife)
- 1999: Sleepy Hollow
- 1999: Die Beat Generation – Wie alles anfing (The Source)
- 2000: In stürmischen Zeiten (The Man Who Cried)
- 2000: Bevor es Nacht wird (Before Night Falls)
- 2000: Chocolat – Ein kleiner Biss genügt (Chocolat)
- 2001: Blow
- 2001: From Hell
- 2002: Lost in La Mancha
- 2003: Fluch der Karibik (Pirates of the Caribbean: The Curse of the Black Pearl)
- 2003: Irgendwann in Mexico (Once Upon a Time in Mexico)
- 2004: Das geheime Fenster (Secret Window)
- 2004: Happy End mit Hindernissen (Ils se marièrent et eurent beaucoup d’enfants)
- 2004: Wenn Träume fliegen lernen (Finding Neverland)
- 2004: The Libertine
- 2004: King of the Hill (Fernsehserie, Folge 8x20)
- 2005: Charlie und die Schokoladenfabrik (Charlie and the Chocolate Factory)
- 2005: Corpse Bride – Hochzeit mit einer Leiche (Tim Burton’s Corpse Bride, Stimme)
- 2006: Wunder der Tiefe 3D (Deep Sea 3D, Stimme)
- 2006: Pirates of the Caribbean – Fluch der Karibik 2 (Pirates of the Caribbean: Dead Man’s Chest)
- 2007: Pirates of the Caribbean – Am Ende der Welt (Pirates of the Caribbean: At World’s End)
- 2007: Joe Strummer – The Future Is Unwritten (Dokumentation)
- 2007: Sweeney Todd – Der teuflische Barbier aus der Fleet Street (Sweeney Todd: The Demon Barber of Fleet Street)
- 2009: Public Enemies
- 2009: Das Kabinett des Doktor Parnassus (The Imaginarium of Dr. Parnassus)
- 2009: SpongeBob Schwammkopf (SpongeBob SquarePants, Fernsehserie, Folge 6x11 Die Welle zurück, Stimme)
- 2010: The Doors: When You’re Strange (When You’re Strange, Stimme)
- 2010: Alice im Wunderland (Alice in Wonderland)
- 2010: The Tourist
- 2011: Pirates of the Caribbean – Fremde Gezeiten (Pirates of the Caribbean: On Stranger Tides)
- 2011: The Rum Diary
- 2011: Jack und Jill (Jack and Jill)
- 2011: Rango (Stimme)
- 2012: 21 Jump Street
- 2012: Dark Shadows
- 2012: Family Guy (Fernsehserie, Folge 11x6)
- 2013: Lone Ranger (The Lone Ranger)
- 2013: Lucky Them – Auf der Suche nach Matthew Smith (Lucky Them)
- 2014: Transcendence
- 2014: Tusk
- 2014: Into the Woods
- 2015: Mortdecai – Der Teilzeitgauner (Mortdecai)
- 2015: Black Mass
- 2016: Yoga Hosers
- 2016: Alice im Wunderland: Hinter den Spiegeln (Alice Through the Looking Glass)
- 2016: Donald Trumps Kunst des Erfolges – Der Film (Donald Trump’s The Art of the Deal: The Movie)
- 2016: Phantastische Tierwesen und wo sie zu finden sind (Fantastic Beasts and Where to Find Them)
- 2017: Pirates of the Caribbean: Salazars Rache (Pirates of the Caribbean: Dead Men Tell No Tales)
- 2017: Mord im Orient Express (Murder on the Orient Express)
- 2018: The Professor (Richard Says Goodbye)
- 2018: Sherlock Gnomes
- 2018: Phantastische Tierwesen: Grindelwalds Verbrechen (Fantastic Beasts: The Crimes of Grindelwald)
- 2018: City of Lies
- 2019: Waiting for the Barbarians
- 2020: Minamata
- 2020: Puffins (Miniserie, 70 Folgen)
- 2021–2022: Puffins Impossible (Miniserie, 21 Folgen)
- 2023: Johnny Puff: Secret Mission
- 2023: Jeanne du Barry

Musikvideos
- 1991: Tom Petty and the Heartbreakers: Into the Great Wide Open
- 1993: The Lemonheads: It's a Shame About Ray
- 1994: Shane MacGowan and the Popes: That Woman's Got Me Drinking
- 2012: Paul McCartney: My Valentine (Johnny Depp Version)
- 2014: Paul McCartney: Early Days
- 2017: Marilyn Manson: Say10
- 2017: Marilyn Manson: Kill4Me

### Videospiele
- 2006: Pirates of the Caribbean: The Legend of Jack Sparrow (Originalstimme von Jack Sparrow)
- 2011: Lego Pirates of the Caribbean: Das Videospiel (Originalstimme von Jack Sparrow)

### Als Drehbuchautor
- 1988: Every Cake, Neil (Kurzfilm)
- 1997: The Brave
- 2009: Unloveable

### Als Regisseur
- 1988: Every Cake, Neil (Kurzfilm)
- 1994: Shane MacGowan and the Popes: That Woman's Got Me Drinking (Musik Video)
- 1997: The Brave
- 2001: Vanessa Paradis: Que fait la vie? (Musik Video)
- 2001: Vanessa Paradis: Pourtant (Musik Video)
- 2009: Vanessa Paradis: Il y a (Musik Video)
- 2009: Unloveable
- 2010: Babybird: Unloveable (Musik Video)
- 2024: Modi

### Als Filmproduzent
- 2011: Hugo Cabret (Hugo)
- 2011: The Rum Diary
- 2012: Dark Shadows
- 2015: Mortdecai – Der Teilzeitgauner (Mortdecai)
- 2020: Minamata
- 2020: Shane

## Synchronisation
Seit Don Juan DeMarco (1995) wird Johnny Depp im deutschsprachigen Raum bis auf wenige Ausnahmen von David Nathan synchronisiert. Nathan hatte auch den ersten Teil von Fluch der Karibik bereits komplett eingesprochen, seine Arbeit wurde von der verantwortlichen Supervisorin jedoch als oberflächlich kritisiert und es wurde eine Neuaufnahme verlangt. Da Nathan sich weigerte, ohne konkrete, konstruktive Kritik den Film noch ein weiteres Mal einzusprechen, wurde Marcus Off verpflichtet, der die Rolle dann auch im zweiten und dritten Teil sprach. David Nathan kehrte zwischenzeitlich für den Trailer zum zweiten Teil zurück und sprach den Part in Teil vier, da es zwischen Off und den Verantwortlichen von Disney zu keiner geschäftlichen Einigung mehr kam.

## Diskografie

### Gemeinschaftsalben
| Jahr | Titel              | Höchstplatzierung, Gesamtwochen, AuszeichnungChartplatzierungen (Jahr, Titel, Platzierungen, Wochen, Auszeichnungen, Anmerkungen) | Höchstplatzierung, Gesamtwochen, AuszeichnungChartplatzierungen (Jahr, Titel, Platzierungen, Wochen, Auszeichnungen, Anmerkungen) | Höchstplatzierung, Gesamtwochen, AuszeichnungChartplatzierungen (Jahr, Titel, Platzierungen, Wochen, Auszeichnungen, Anmerkungen) | Höchstplatzierung, Gesamtwochen, AuszeichnungChartplatzierungen (Jahr, Titel, Platzierungen, Wochen, Auszeichnungen, Anmerkungen) | Höchstplatzierung, Gesamtwochen, AuszeichnungChartplatzierungen (Jahr, Titel, Platzierungen, Wochen, Auszeichnungen, Anmerkungen) | Anmerkungen                                                                                  |
| Jahr | Titel              | DE | AT | CH | UK | US | Anmerkungen                                                                                  |
| ---- | ------------------ | --- | --- | --- | --- | --- | -------------------------------------------------------------------------------------------- |
| 2015 | Hollywood Vampires | DE59 (1 Wo.)DE | AT48 (2 Wo.)AT | CH24 (2 Wo.)CH | UK30 (1 Wo.)UK | US43 (2 Wo.)US | Erstveröffentlichung: 11. September 2015 mit Alice Cooper & Joe Perry als Hollywood Vampires |
| 2019 | Rise               | DE12 (5 Wo.)DE | AT14 (2 Wo.)AT | — | UK17 (1 Wo.)UK | US184 (1 Wo.)US | Erstveröffentlichung: 21. Juni 2019 mit Alice Cooper & Joe Perry als Hollywood Vampires      |
| 2022 | 18                 | DE13 (4 Wo.)DE | AT19 (1 Wo.)AT | CH3 (4 Wo.)CH | UK38 (1 Wo.)UK | US183 (1 Wo.)US | Erstveröffentlichung: 15. Juli 2022 mit Jeff Beck                                            |

### Livealben
| Jahr | Titel       | Höchstplatzierung, Gesamtwochen, AuszeichnungChartplatzierungen (Jahr, Titel, Platzierungen, Wochen, Auszeichnungen, Anmerkungen) | Höchstplatzierung, Gesamtwochen, AuszeichnungChartplatzierungen (Jahr, Titel, Platzierungen, Wochen, Auszeichnungen, Anmerkungen) | Höchstplatzierung, Gesamtwochen, AuszeichnungChartplatzierungen (Jahr, Titel, Platzierungen, Wochen, Auszeichnungen, Anmerkungen) | Anmerkungen                                                                            |
| Jahr | Titel       | DE | AT | CH | Anmerkungen                                                                            |
| ---- | ----------- | --- | --- | --- | -------------------------------------------------------------------------------------- |
| 2023 | Live in Rio | DE19 (1 Wo.)DE | AT30 (1 Wo.)AT | CH39 (1 Wo.)CH | Erstveröffentlichung: 2. Juni 2023 mit Alice Cooper & Joe Perry als Hollywood Vampires |

## Auszeichnungen
Oscar
Nominierungen

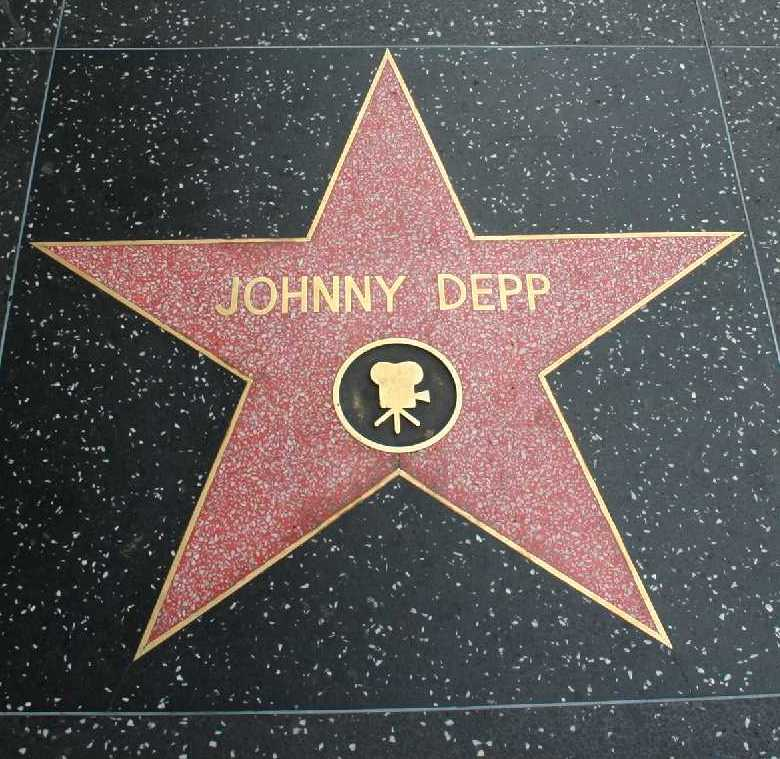
Stern auf dem Walk of Fame

- 2004: Bester Hauptdarsteller (Fluch der Karibik)
- 2005: Bester Hauptdarsteller (Wenn Träume fliegen lernen)
- 2008: Bester Hauptdarsteller (Sweeney Todd – Der teuflische Barbier aus der Fleet Street)

Golden Globe
Preise
- 2008: Bester Hauptdarsteller in einer Komödie oder Musical (Sweeney Todd – Der teuflische Barbier aus der Fleet Street)

Nominierungen
- 1991: Bester Schauspieler in einem Musical oder in einer Komödie (Edward mit den Scherenhänden)
- 1994: Bester Schauspieler in einem Musical oder in einer Komödie (Benny & Joon)
- 1995: Bester Schauspieler in einem Musical oder in einer Komödie (Ed Wood)
- 2004: Bester Schauspieler in einem Musical oder in einer Komödie (Fluch der Karibik)
- 2005: Bester Schauspieler in einem Drama (Wenn Träume fliegen lernen)
- 2006: Bester Schauspieler in einem Musical oder einer Komödie (Charlie und die Schokoladenfabrik)
- 2007: Bester Schauspieler in einem Musical oder einer Komödie (Fluch der Karibik 2)
- 2011: Bester Schauspieler in einem Musical oder einer Komödie (Alice im Wunderland)
- 2011: Bester Schauspieler in einem Musical oder einer Komödie (The Tourist)

British Academy Film Award
Nominierungen
- 2004: Bester Hauptdarsteller (Fluch der Karibik)
- 2005: Bester Hauptdarsteller (Wenn Träume fliegen lernen)

Critics’ Choice Award
Preise
- 2004: Bester Hauptdarsteller (Fluch der Karibik)
- 2005: Bester Hauptdarsteller (Wenn Träume fliegen lernen)

Nominierungen
- 2008: Bester Hauptdarsteller (Sweeney Todd – Der teuflische Barbier aus der Fleet Street)

Empire Awards
Preise
- 2004: Bester Schauspieler (Fluch der Karibik)
- 2006: Bester Schauspieler (Charlie und die Schokoladenfabrik)

Nominierungen
- 2005: Bester Schauspieler (Wenn Träume fliegen lernen)
- 2007: Bester Schauspieler (Pirates of the Caribbean – Fluch der Karibik 2)
- 2009: Bester Hauptdarsteller (Sweeney Todd – Der teuflische Barbier aus der Fleet Street)

MTV Movie Award
Preise
- 2004: Beste männliche Darbietung (Fluch der Karibik)
- 2004: Bestes Aussehen (Fluch der Karibik)
- 2007: Beste Darbietung (Pirates of the Caribbean – Fluch der Karibik 2)
- 2008: Beste komödiantische Darbietung (Pirates of the Caribbean – Am Ende der Welt)
- 2008: Bester Bösewicht (Sweeney Todd – Der teuflische Barbier aus der Fleet Street)

Nickelodeon Kids’ Choice Awards
Preise
- 2007: Beliebtester männlicher Filmstar (Fluch der Karibik)
- 2011: Lieblings-Schauspieler
- 2013: Lieblings-Schauspieler (Dark Shadows)

People’s Choice Award
Preise
- 2004: Beliebtester männlicher Filmstar (Fluch der Karibik)
- 2005: Beliebtester männlicher Filmstar (Wenn Träume fliegen lernen)
- 2006: Beliebtester männlicher Filmstar (Charlie und die Schokoladenfabrik)
- 2007: Beliebtester männlicher Actionstar (Fluch der Karibik 2)
- 2007: Beliebtester männlicher Filmstar
- 2008: Beliebtester männlicher Filmstar
- 2010: Schauspieler des Jahrzehnts
- 2011: Beliebtester männlicher Filmstar[81]
- 2012: Beliebtester männlicher Filmstar[82]
- 2012: Beliebteste Stimme in einem Animationsfilm (Rango)[83]

Rembrandt Award
Preise
- 2007: Bester internationaler Schauspieler (Pirates of the Caribbean – Fluch der Karibik 2)
- 2008: Bester internationaler Schauspieler (Fluch der Karibik: Am Ende der Welt)

Saturn Award
Nominierungen
- 2000: Bester Hauptdarsteller (Sleepy Hollow)
- 2002: Bester Hauptdarsteller (From Hell)
- 2004: Bester Hauptdarsteller (Fluch der Karibik)
- 2005: Bester Hauptdarsteller (Wenn Träume fliegen lernen)
- 2008: Bester Hauptdarsteller (Sweeney Todd – Der teuflische Barbier aus der Fleet Street)

SAG Award
Preise
- 2004: Bester Hauptdarsteller (Fluch der Karibik)
- 2005: Bester Hauptdarsteller (Wenn Träume fliegen lernen)

Sexiest Man Alive
- 2003
- 2009

Teen Choice Award
Preise
- 2004: Beliebtester Film-Lügner (Fluch der Karibik)
- 2006: Beliebtester Schauspieler: Comedy (Charlie und die Schokoladenfabrik)
- 2007: Beliebtester Schauspieler: Action Abenteuer (Fluch der Karibik: Am Ende der Welt)
- 2008: Beliebtester Film-Bösewicht (Sweeney Todd – Der teuflische Barbier aus der Fleet Street)

Goldene Himbeere
Nominierungen
- 2014: Schlechtester Schauspieler (Lone Ranger)
- 2016: Schlechtester Schauspieler (Mortdecai – Der Teilzeitgauner)
- 2016: Schlechtestes Leinwandpaar (Mortdecai – Der Teilzeitgauner)
- 2017: Schlechtester Nebendarsteller (Alice im Wunderland: Hinter den Spiegeln)
- 2017: Schlechtestes Leinwandpaar (Alice im Wunderland: Hinter den Spiegeln)
- 2018: Schlechtester Schauspieler (Pirates of the Caribbean: Salazars Rache)
- 2018: Schlechtestes Leinwandpaar (Pirates of the Caribbean: Salazars Rache)
- 2019: Schlechtester Schauspieler (Sherlock Gnomes)
- 2019: Schlechtestes Leinwandpaar (Sherlock Gnomes)

Weitere Auszeichnungen
- 1996: London Critics Circle Film Awards (Großbritannien) – Schauspieler des Jahres (Ed Wood)
- 1998: Golden Aries (Russland) – Bester ausländischer Schauspieler (Fear and Loathing in Las Vegas)
- 1999: César (Frankreich) – Ehrenpreis für sein Lebenswerk
- 1999: Stern auf dem Hollywood Walk of Fame (USA)
- 2000: Blockbuster Entertainment Award (USA) – Beliebtester Schauspieler – Horror (Sleepy Hollow)
- 2003: Hollywood Film Festival Award (USA) – Schauspieler des Jahres
- 2004: Audience Award (Irland) – Bester internationaler Schauspieler (Fluch der Karibik)
- 2006: NRJ Ciné Award (Frankreich) – Bestes Aussehen (Charlie und die Schokoladenfabrik)
- 2008: Blimp Award (USA) – Beliebtester männlicher Filmstar (Fluch der Karibik: Am Ende der Welt)
- 2008: National Movie Award (Großbritannien) – Beste Darbietung – männlich (Sweeney Todd: Der teuflische Barbier aus der Fleet Street)
- 2009: Career Achievement Award (Bahamas) des Bahamas International Film Festival – Lebenswerk
- 2012: Ehren-Aufnahme die Comanche Nation aufgrund seiner Rolle als Comanche Tonto in „Lone Ranger“.[84][85]
- 2021: Festival Internacional de Cine de San Sebastián – Donostia Award[86]

Weitere Nominierungen
- 1997: Goldene Palme – (The Brave)
- 1998: Chlotrudis Award – Bester Schauspieler (Donnie Brasco)
- 1999: Blockbuster Entertainment Award – Bester männlicher Darsteller in einem Horrorfilm (Sleepy Hollow)
- 2004: Chicago Film Critics Association Award – Bester Schauspieler (Fluch der Karibik)
- 2005: British Independent Film Awards – Bester Schauspieler (The Libertine)
- 2005: Audience Award – Bester internationaler Schauspieler (Charlie und die Schokoladenfabrik)
- 2007: Jupiter – Bester Darsteller international (Pirates of the Caribbean – Fluch der Karibik 2)

## Dokumentarfilme
- Biographer DE: Die tragische Geschichte von Johnny Depp | Biographie Teil 1 auf YouTube, 19. April 2022 (Laufzeit: 40:02).
- Biographer DE: Die dramatische Geschichte von Johnny Depp | Biographie Teil 2 auf YouTube, 12. Mai 2022 (Laufzeit: 43:31).
- Johnny Depp gegen Amber Heard (Depp v. Heard). 3 Teile. 146 Min. Regie: Emma Cooper. Vereinigtes Königreich 2023.[87][88][89]